# Top 16 2009/10
Die Top 16 2009/10 war die 30. französische Mannschaftsmeisterschaft im Schach und gleichzeitig die letzte, die mit 16 Mannschaften ausgetragen wurde. Ab der Saison 2010/11 nahmen nur noch 12 Mannschaften teil, damit wurde der Wettbewerb zur kommenden Saison in Top 12 umbenannt.
Meister wurde der Club de L'Echiquier Chalonnais, der den Titelverteidiger Évry Grand Roque auf den zweiten Platz verwies. Aus der Nationale I waren der Club de Echiquier Guingampais, der Club de L'Echiquier Deauvillais, der Club de Lyon Olympique Echecs und der Club de Bischwiller aufgestiegen. Rein sportlich wären alle Aufsteiger zusammen mit dem Club de Cavalier Bleu Drancy und dem Club de Montpellier Echecs direkt wieder abgestiegen (aufgrund der Reduktion der Liga auf 12 Mannschaften mussten diesmal sechs Mannschaften absteigen), da jedoch die Association Cannes-Echecs ihre Mannschaft zurückzog, erreichte Guingamp als bester Absteiger noch den Klassenerhalt.
Zu den gemeldeten Mannschaftskadern siehe Mannschaftskader der Top 16 2009/10.

## Modus
Das Turnier war unterteilt in eine Vorrunde und eine Endrunde. Die 16 teilnehmenden Mannschaften wurden in zwei Achtergruppen (Groupe A und Groupe B) eingeteilt und spielten in diesen ein einfaches Rundenturnier. Die ersten Vier beider Gruppen spielten im Poule Haute, die letzten vier im Poule Basse gegen den Abstieg. Mannschaften, die bereits in der Vorrunden aufeinandertrafen, spielten in der Endrunde nicht erneut gegeneinander. Über die Platzierung entschied zunächst die Summe der in Vorrunde und Endrunde erzielten Mannschaftspunkte (3 Punkte für einen Sieg, 2 Punkte für ein Unentschieden, 1 Punkt für eine Niederlage, 0 Punkte für eine kampflose Niederlage), anschließend der direkte Vergleich, danach die Differenz zwischen Gewinn- und Verlustpartien.

## Spieltermine
Die Wettkämpfe wurden ausgetragen vom 26. bis 28. März, vom 29. April bis 2. Mai und vom 3. bis 6. Juni 2010. In der Groupe A wurden in den ersten drei Runden je zwei Wettkämpfe in Évry und Vandœuvre-lès-Nancy gespielt, während die vierte bis siebte Runde zentral in Marseille ausgerichtet wurde. In der Groupe B wurden in den ersten drei Runden je zwei Wettkämpfe in Châlons-en-Champagne und Clichy gespielt, während die vierte bis siebte Runde zentral in Mulhouse durchgeführt wurden. Sämtliche Wettkämpfe des Poule Haute und des Poule Basse fanden in Guingamp statt.

## Vorrunde

### Gruppeneinteilung
Die 16 Mannschaften wurden wie folgt in die zwei Vorrunden eingeteilt:
| Groupe A                            | Groupe B                           |
| ----------------------------------- | ---------------------------------- |
| Évry Grand Roque (1)                | Club de Clichy-Echecs-92 (2)       |
| Club de Montpellier Echecs (4)      | Club de L'Echiquier Chalonnais (3) |
| Club de Vandœuvre-Echecs (5)        | Association Cannes-Echecs (6)      |
| Club de A.J.E. Noyon (8)            | Club de Mulhouse Philidor (7)      |
| Club de Marseille Echecs (9)        | Club d'Echecs Metz Fischer (10)    |
| Club de Cavalier Bleu Drancy (12)   | Cercle d’Echecs de Strasbourg (11) |
| Club de Echiquier Guingampais (A)   | Club de Lyon Olympique Echecs (A)  |
| Club de L'Echiquier Deauvillais (A) | Club de Bischwiller (A)            |

Anmerkung: Die Vorjahresplatzierung wird eingeklammert angegeben, bei den Aufsteigern ist stattdessen ein „A“ angegeben.

### Groupe A
Bereits vor der letzten Runde waren alle Entscheidungen gefallen.

#### Abschlusstabelle
| Pl. | Verein                              | Sp | G | U | V | MP | Brett-P. |
| --- | ----------------------------------- | -- | - | - | - | -- | -------- |
| 01. | Évry Grand Roque (M)                | 7  | 7 | 0 | 0 | 21 | 31:4     |
| 02. | Club de Marseille Echecs            | 7  | 6 | 0 | 1 | 19 | 31:3     |
| 03. | Club de Vandœuvre-Echecs            | 7  | 5 | 0 | 2 | 17 | 22:12    |
| 04. | Club de A.J.E. Noyon                | 7  | 4 | 0 | 3 | 15 | 15:17    |
| 05. | Club de Echiquier Guingampais (N)   | 7  | 3 | 0 | 4 | 13 | 15:22    |
| 06. | Club de Cavalier Bleu Drancy        | 7  | 2 | 0 | 5 | 11 | 10:23    |
| 07. | Club de L'Echiquier Deauvillais (N) | 7  | 1 | 0 | 6 | 9  | 10:25    |
| 08. | Club de Montpellier Echecs          | 7  | 0 | 0 | 7 | 7  | 5:33     |

#### Entscheidungen
|     | Teilnehmer am Poule Haute: Évry Grand Roque, Club de Marseille Echecs, Club de Vandœuvre-Echecs, Club de A.J.E. Noyon                               |
|     | Teilnehmer am Poule Basse: Club de Echiquier Guingampais, Club de Cavalier Bleu Drancy, Club de L'Echiquier Deauvillais, Club de Montpellier Echecs |
| (M) | Meister der letzten Saison |
| (N) | Aufsteiger der letzten Saison |

#### Kreuztabelle
| Ergebnisse | Ergebnisse                      | 01. | 02. | 03. | 04. | 05. | 06. | 07. | 08. |
| ---------- | ------------------------------- | --- | --- | --- | --- | --- | --- | --- | --- |
| 01.        | Évry Grand Roque                |     | 3:0 | 5:1 | 2:0 | 5:0 | 5:1 | 4:1 | 7:1 |
| 02.        | Club de Marseille Echecs        | 0:3 |     | 5:0 | 4:0 | 5:0 | 4:0 | 6:0 | 7:0 |
| 03.        | Club de Vandœuvre-Echecs        | 1:5 | 0:5 |     | 4:0 | 4:1 | 6:0 | 5:0 | 2:1 |
| 04.        | Club de A.J.E. Noyon            | 0:2 | 0:4 | 0:4 |     | 3:2 | 4:2 | 3:2 | 5:1 |
| 05.        | Club de Echiquier Guingampais   | 0:5 | 0:5 | 1:4 | 2:3 |     | 3:2 | 4:2 | 5:1 |
| 06.        | Club de Cavalier Bleu Drancy    | 1:5 | 0:4 | 0:6 | 2:4 | 2:3 |     | 2:1 | 3:0 |
| 07.        | Club de L'Echiquier Deauvillais | 1:4 | 0:6 | 0:5 | 2:3 | 2:4 | 1:2 |     | 4:1 |
| 08.        | Club de Montpellier Echecs      | 1:7 | 0:7 | 1:2 | 1:5 | 1:5 | 0:3 | 1:4 |     |

### Groupe B
Auch in der zweiten Gruppe waren alle Entscheidungen bereits vor der letzten Runde gefallen. Bischwiller trat zu seinen Wettkämpfen nicht an, diese wurde mit 3:0 Mannschaftspunkten und 5:0 Brettpunkten für die jeweiligen Gegner gewertet.

#### Abschlusstabelle
| Pl. | Verein                            | Sp | G | U | V | MP | Brett-P. |
| --- | --------------------------------- | -- | - | - | - | -- | -------- |
| 01. | Club de L'Echiquier Chalonnais    | 7  | 7 | 0 | 0 | 21 | 34:4     |
| 02. | Club d'Echecs Metz Fischer        | 7  | 5 | 1 | 1 | 18 | 19:13    |
| 03. | Club de Clichy-Echecs-92          | 7  | 5 | 0 | 2 | 17 | 27:7     |
| 04. | Club de Mulhouse Philidor         | 7  | 4 | 1 | 2 | 16 | 22:13    |
| 05. | Association Cannes-Echecs         | 7  | 3 | 0 | 4 | 13 | 16:16    |
| 06. | Cercle d’Echecs de Strasbourg     | 7  | 2 | 0 | 5 | 11 | 14:26    |
| 07. | Club de Lyon Olympique Echecs (N) | 7  | 1 | 0 | 6 | 9  | 10:28    |
| 08. | Club de Bischwiller (N)           | 7  | 0 | 0 | 7 | 0  | 0:35     |

#### Entscheidungen
|     | Teilnehmer am Poule Haute: Club de L'Echiquier Chalonnais, Club d'Echecs Metz Fischer, Club de Clichy-Echecs-92, Club de Mulhouse Philidor |
|     | Teilnehmer am Poule Basse: Association Cannes-Echecs, Cercle d’Echecs de Strasbourg, Club de Lyon Olympique Echecs, Club de Bischwiller    |
| (N) | Aufsteiger der letzten Saison |

#### Kreuztabelle
| Ergebnisse | Ergebnisse                     | 01. | 02. | 03. | 04. | 05. | 06. | 07. | 08. |
| ---------- | ------------------------------ | --- | --- | --- | --- | --- | --- | --- | --- |
| 01.        | Club de L'Echiquier Chalonnais |     | 4:0 | 3:2 | 4:1 | 4:1 | 8:0 | 6:0 | 5:0 |
| 02.        | Club d'Echecs Metz Fischer     | 0:4 |     | 3:2 | 2:2 | 3:1 | 3:2 | 3:2 | 5:0 |
| 03.        | Club de Clichy-Echecs-92       | 2:3 | 2:3 |     | 3:0 | 5:0 | 4:0 | 6:1 | 5:0 |
| 04.        | Club de Mulhouse Philidor      | 1:4 | 2:2 | 0:3 |     | 3:1 | 5:2 | 6:1 | 5:0 |
| 05.        | Association Cannes-Echecs      | 1:4 | 1:3 | 0:5 | 1:3 |     | 5:1 | 3:0 | 5:0 |
| 06.        | Cercle d’Echecs de Strasbourg  | 0:8 | 2:3 | 0:4 | 2:5 | 1:5 |     | 4:1 | 5:0 |
| 07.        | Club de Lyon Olympique Echecs  | 0:6 | 2:3 | 1:6 | 1:6 | 0:3 | 1:4 |     | 5:0 |
| 08.        | Club de Bischwiller            | 0:5 | 0:5 | 0:5 | 0:5 | 0:5 | 0:5 | 0:5 |     |

## Endrunde

### Poule Haute
Évry und Châlons-en-Champagne waren mit je 7 Siegen in den Poule Haute gestartet, und da beide die ersten drei Wettkämpfe der Endrunde gewannen, entschied der direkte Vergleich über die Titelvergabe. Das letztendliche Unentschieden reichte Châlons-en-Champagne durch die bessere Brettpunktausbeute zur Meisterschaft.

#### Abschlusstabelle
| Pl. | Verein                         | Sp | G  | U | V | MP | Brett-P. |
| --- | ------------------------------ | -- | -- | - | - | -- | -------- |
| 01. | Club de L'Echiquier Chalonnais | 11 | 10 | 1 | 0 | 32 | 47:6     |
| 02. | Évry Grand Roque (M)           | 11 | 10 | 1 | 0 | 32 | 42:10    |
| 03. | Club de Marseille Echecs       | 11 | 8  | 0 | 3 | 27 | 43:11    |
| 04. | Club d'Echecs Metz Fischer     | 11 | 7  | 1 | 3 | 26 | 29:26    |
| 05. | Club de Clichy-Echecs-92       | 11 | 7  | 1 | 3 | 26 | 38:15    |
| 06. | Club de Mulhouse Philidor      | 11 | 6  | 1 | 4 | 24 | 33:23    |
| 07. | Club de Vandœuvre-Echecs       | 11 | 5  | 1 | 5 | 22 | 28:28    |
| 08. | Club de A.J.E. Noyon           | 11 | 4  | 0 | 7 | 19 | 19:32    |

#### Entscheidungen
|     | Französischer Meister: Club de L'Echiquier Chalonnais |
| (M) | Meister der letzten Saison                            |

#### Kreuztabelle
| Ergebnisse | Ergebnisse                     | 01. | 02. | 03. | 04. | 05. | 06. | 07. | 08. |
| ---------- | ------------------------------ | --- | --- | --- | --- | --- | --- | --- | --- |
| 01.        | Club de L'Echiquier Chalonnais |     | 1:1 | 2:0 |     |     |     | 6:1 | 4:0 |
| 02.        | Évry Grand Roque               | 1:1 |     |     | 3:1 | 3:2 | 4:2 |     |     |
| 03.        | Club de Marseille Echecs       | 0:2 |     |     | 7:0 | 2:4 | 3:2 |     |     |
| 04.        | Club d'Echecs Metz Fischer     |     | 1:3 | 0:7 |     |     |     | 4:2 | 5:1 |
| 05.        | Club de Clichy-Echecs-92       |     | 2:3 | 4:2 |     |     |     | 2:2 | 3:1 |
| 06.        | Club de Mulhouse Philidor      |     | 2:4 | 2:3 |     |     |     | 4:1 | 3:2 |
| 07.        | Club de Vandœuvre-Echecs       | 1:6 |     |     | 2:4 | 2:2 | 1:4 |     |     |
| 08.        | Club de A.J.E. Noyon           | 0:4 |     |     | 1:5 | 1:3 | 2:3 |     |     |

### Poule Basse
Bereits vor der letzten Runde standen Lyon, Deauville, Montpellier und Bischwiller (die auch zum Poule Basse nicht antraten) als Absteiger fest, während Strasbourg, Guingamp und Drancy noch um den rettenden zehnten Platz kämpften. Strasbourg erreichte durch einen Sieg gegen Drancy den Klassenerhalt, durch Cannes’ Rückzug blieb auch Guingamp noch erstklassig.

#### Abschlusstabelle
| Pl. | Verein                              | Sp | G | U | V  | MP | Brett-P. |
| --- | ----------------------------------- | -- | - | - | -- | -- | -------- |
| 09. | Association Cannes-Echecs           | 11 | 7 | 0 | 4  | 25 | 35:19    |
| 10. | Cercle d’Echecs de Strasbourg       | 11 | 5 | 1 | 5  | 22 | 28:31    |
| 11. | Club de Echiquier Guingampais (N)   | 11 | 4 | 1 | 6  | 20 | 24:31    |
| 12. | Club de Cavalier Bleu Drancy        | 11 | 4 | 0 | 7  | 19 | 18:31    |
| 13. | Club de Lyon Olympique Echecs (N)   | 11 | 4 | 0 | 7  | 19 | 23:37    |
| 14. | Club de L'Echiquier Deauvillais (N) | 11 | 2 | 0 | 9  | 15 | 20:39    |
| 15. | Club de Montpellier Echecs          | 11 | 1 | 0 | 10 | 13 | 15:48    |
| 16. | Club de Bischwiller (N)             | 11 | 0 | 0 | 11 | 0  | 0:55     |

#### Entscheidungen
|     | Absteiger in die Nationale I: Association Cannes-Echecs (freiwilliger Rückzug), Club de Cavalier Bleu Drancy, Club de Lyon Olympique Echecs, Club de L'Echiquier Deauvillais, Club de Montpellier Echecs, Club de Bischwiller |
| (N) | Aufsteiger der letzten Saison |

#### Kreuztabelle
| Ergebnisse | Ergebnisse                      | 09. | 10. | 11. | 12. | 13. | 14. | 15. | 16. |
| ---------- | ------------------------------- | --- | --- | --- | --- | --- | --- | --- | --- |
| 09.        | Association Cannes-Echecs       |     |     | 4:1 | 3:0 |     | 6:1 | 6:1 |     |
| 10.        | Cercle d’Echecs de Strasbourg   |     |     | 2:2 | 3:0 |     | 4:2 | 5:1 |     |
| 11.        | Club de Echiquier Guingampais   | 1:4 | 2:2 |     |     | 1:3 |     |     | 5:0 |
| 12.        | Club de Cavalier Bleu Drancy    | 0:3 | 0:3 |     |     | 3:2 |     |     | 5:0 |
| 13.        | Club de Lyon Olympique Echecs   |     |     | 3:1 | 2:3 |     | 4:2 | 4:3 |     |
| 14.        | Club de L'Echiquier Deauvillais | 1:6 | 2:4 |     |     | 2:4 |     |     | 5:0 |
| 15.        | Club de Montpellier Echecs      | 1:6 | 1:5 |     |     | 3:4 |     |     | 5:0 |
| 16.        | Club de Bischwiller             |     |     | 0:5 | 0:5 |     | 0:5 | 0:5 |     |

## Die Meistermannschaft
| 1.            | Club de L'Echiquier Chalonnais |
| Schachfiguren | Loek van Wely, Anish Giri, Romain Édouard, Michał Krasenkow, Marie Sebag, Manuel Apicella, Jonathan Dourerassou, Sébastien Cossin, Oleksandr Chusman, Matthieu Rigolot, Ilia Smirin, Mario Mancini, Fabien Guilleux. |